# ويدووي
ويدووي (بالإنجليزية: Wedowee)‏ هي مدينة أمريكية تقع في ولاية ألاباما.تبلغ مساحة هذه المدينة 9.2 (كم²)،ويبلغ عدد سكانها 818 نسمة حسب إحصاء سنة 2010 م.تشير الإحصاءات بأن الكثافة السكانية في هذه المدينة تقدر بـ(88.9) نسمة/كم2.

## التركيبة السكانية
حدّد مكتب تعداد الولايات المتحدة بيانات التركيبة السكانية لويدووي في تعداد الولايات المتحدة. في ما يلي، التركيبة السكانية حسب تعدادي 2000 و2010.

### تعداد عام 2000
بلغ عدد سكان ويدووي 818 نسمة بحسب تعداد عام 2000، وبلغ عدد الأسر 337 أسرة وعدد العائلات 201 عائلة مقيمة في البلدة. في حين سجلت الكثافة السكانية 89.6 نسمة لكل كيلومتر مربع (232.1/ميل2). وبلغ عدد الوحدات السكنية 378 وحدة بمتوسط كثافة قدره 41.4 لكل كيلومتر مربع (107.2/ميل2).
وتوزع التركيب العرقي للبلدة بنسبة 68.70% من البيض و30.20% من الأمريكيين الأفارقة و0.12% من الأمريكيين الأصليين و0.49% من الأمريكيين ذوي الأصول الآسيوية و0.24% من الأعراق الأخرى و0.24% من عرقين مختلطين أو أكثر و0.12% من الهسبانيون أو اللاتينيون من أي عرق.
بلغ عدد الأسر 337 أسرة كانت نسبة 30% منها لديها أطفال تحت سن الثامنة عشر تعيش معهم، وبلغت نسبة الأزواج القاطنين مع بعضهم البعض 43% من أصل المجموع الكلي للأسر، ونسبة 13.6% من الأسر كان لديها معيلات من الإناث دون وجود شريك، بينما كانت نسبة 3% من الأسر لديها معيلون من الذكور دون وجود شريكة وكانت نسبة 40.4% من غير العائلات. تألفت نسبة 36.5% من أصل جميع الأسر من عدة أفراد يعيشون في نفس المنزل ونسبة 22% كانت تتألف من شخص يعيش بمفرده يبلغ من العمر 65 عاماً أو أكثر. وبلغ متوسط حجم الأسرة المعيشية 2.23، أما متوسط حجم العائلات فبلغ 2.95.
بلغ العمر الوسطي للسكان 39.3 عاماً. وكانت نسبة 21.8% من القاطنين تحت سن الثامنة عشر، وكانت نسبة 6.5% بين الثامنة عشر والرابعة والعشرين عاماً، ونسبة 22.5% كانت واقعةً في الفئة العمرية ما بين الخامسة والعشرين والرابعة والأربعين عاماً، ونسبة 20.9% كانت ما بين الخامسة والأربعين والرابعة والستين، ونسبة 20.2% كانت ضمن فئة الخامسة والستين عاماً فما فوق. يوجد لكل 100 أنثى 83.6 ذكر، ويوجد لكل 100 أنثى في الثامنة عشر من عمرها فما فوق 77.4 ذكر.
بلغ متوسط دخل الأسرة في البلدة 26,136 دولارًا، أما متوسط دخل العائلة فبلغ 37,292 دولارًا. وكان متوسط دخل الذكور 24,250 دولارًا مقابل 22,250 دولارًا للإناث. وسجل دخل الفرد الخاص بالبلدة 12,638 دولارًا. وكانت نسبة 17.1% من العائلات ونسبة 20.9% من السكان تحت خط الفقر، وكان من هؤلاء نسبة 25.7% تحت سن الثامنة عشر ونسبة 21.4% في الخامسة والستين من العمر وما فوق.

### تعداد عام 2010
بلغ عدد سكان ويدووي 823 نسمة بحسب تعداد عام 2010، وبلغ عدد الأسر 347 أسرة وعدد العائلات 225 عائلة مقيمة في البلدة. في حين سجلت الكثافة السكانية 90.1 نسمة لكل كيلومتر مربع (233.4/ميل2). وبلغ عدد الوحدات السكنية 429 وحدة بمتوسط كثافة قدره 47 لكل كيلومتر مربع (121.7/ميل2).
وتوزع التركيب العرقي للبلدة بنسبة 68.41% من البيض و30.86% من الأمريكيين الأفارقة و0.36% من الأمريكيين الأصليين و0.12% من الأمريكيين ذوي الأصول الآسيوية و0.24% من عرقين مختلطين أو أكثر و1.34% من الهسبانيون أو اللاتينيون من أي عرق.
بلغ عدد الأسر 347 أسرة كانت نسبة 25.9% منها لديها أطفال تحت سن الثامنة عشر تعيش معهم، وبلغت نسبة الأزواج القاطنين مع بعضهم البعض 43.2% من أصل المجموع الكلي للأسر، ونسبة 18.2% من الأسر كان لديها معيلات من الإناث دون وجود شريك، بينما كانت نسبة 3.5% من الأسر لديها معيلون من الذكور دون وجود شريكة وكانت نسبة 35.2% من غير العائلات. تألفت نسبة 33.1% من أصل جميع الأسر من عدة أفراد يعيشون في نفس المنزل ونسبة 17.3% كانت تتألف من شخص يعيش بمفرده يبلغ من العمر 65 عاماً أو أكثر. وبلغ متوسط حجم الأسرة المعيشية 2.23، أما متوسط حجم العائلات فبلغ 2.83.
بلغ العمر الوسطي للسكان 44.7 عاماً. وكانت نسبة 18.7% من القاطنين تحت سن الثامنة عشر، وكانت نسبة 8% بين الثامنة عشر والرابعة والعشرين عاماً، ونسبة 23.8% كانت واقعةً في الفئة العمرية ما بين الخامسة والعشرين والرابعة والأربعين عاماً، ونسبة 28.3% كانت ما بين الخامسة والأربعين والرابعة والستين، ونسبة 21.1% كانت ضمن فئة الخامسة والستين عاماً فما فوق. وتوزع التركيب الجنسي للسكان بنسبة 49.3% ذكور و50.7% إناث.

## معرض صور

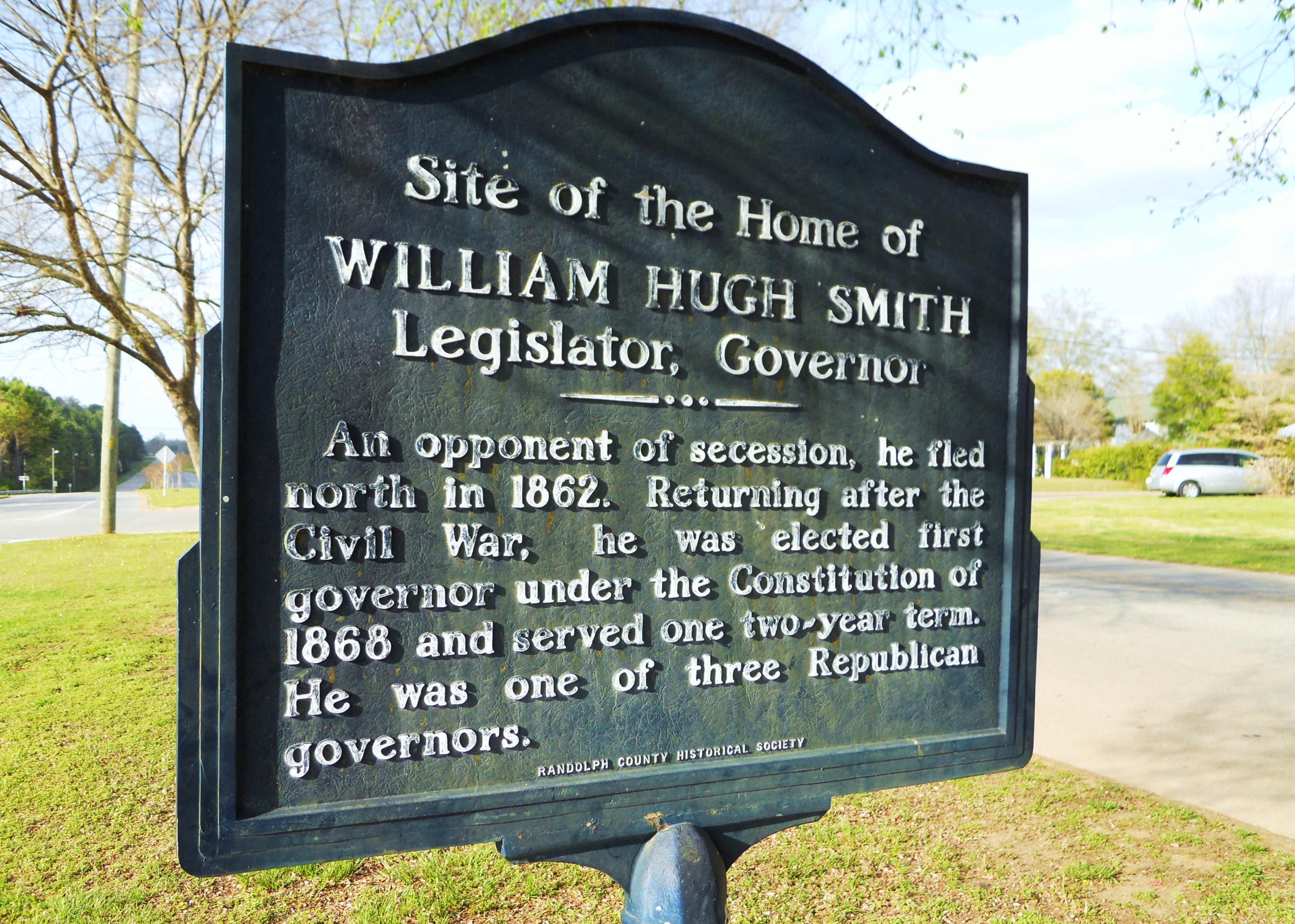
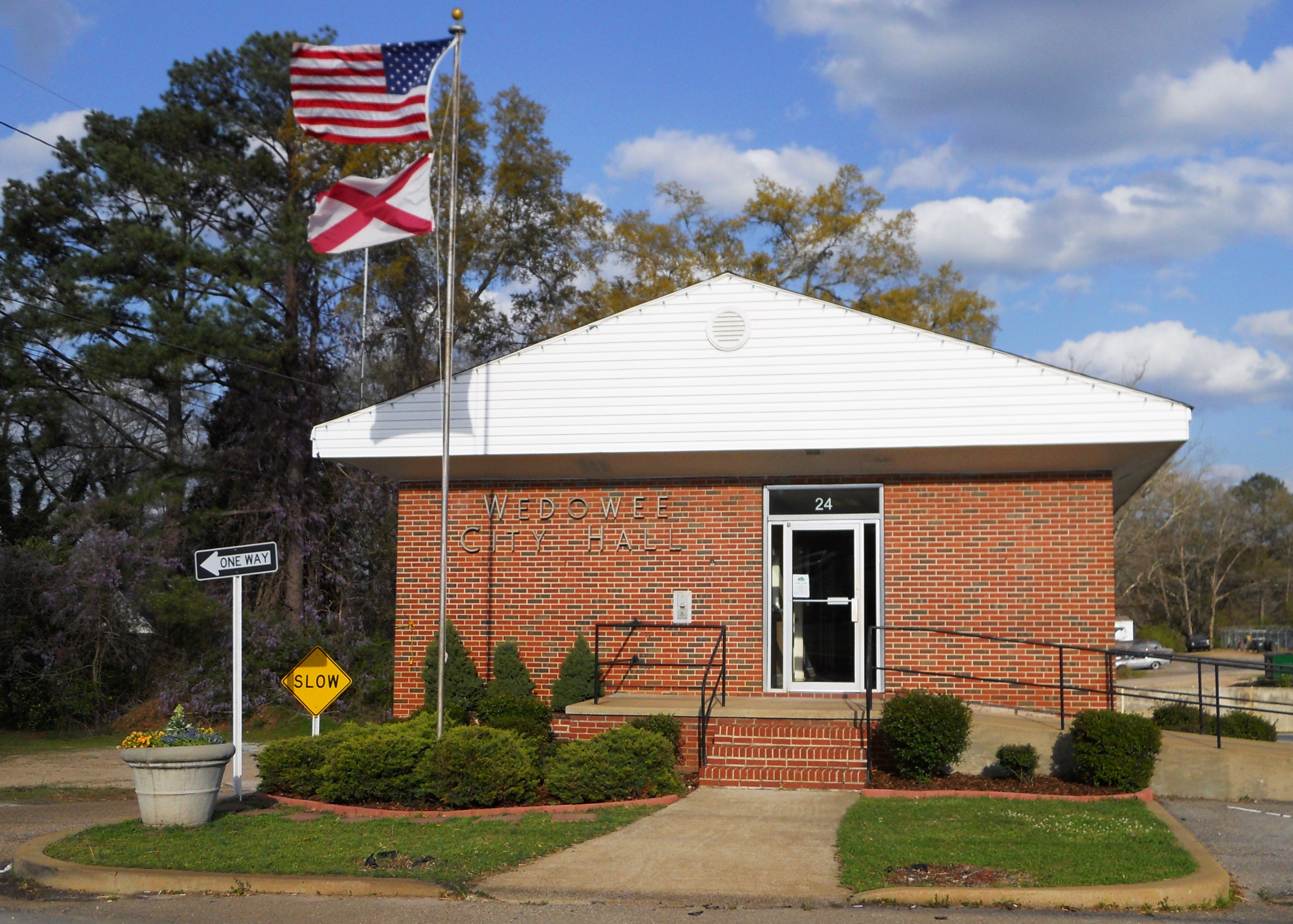
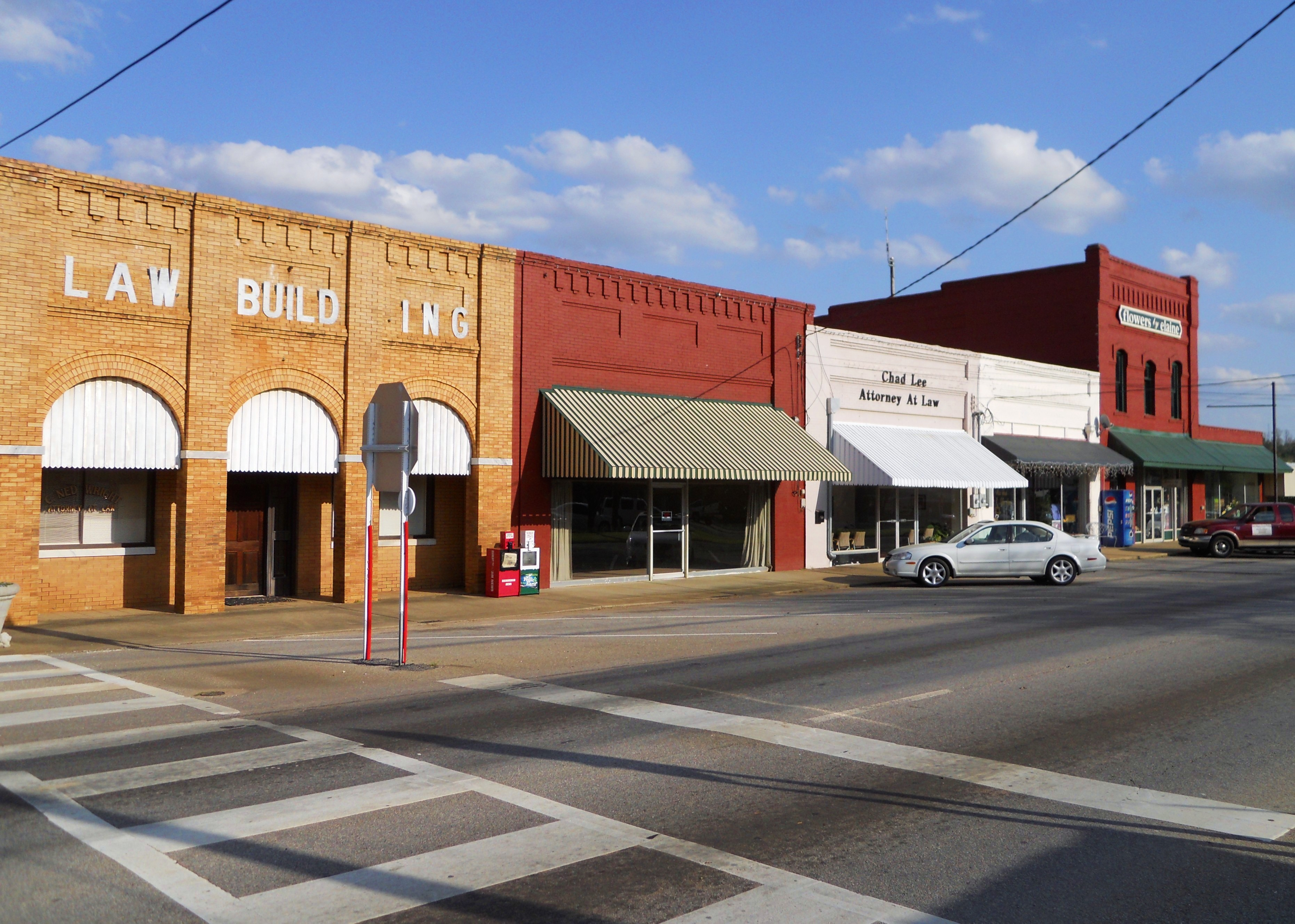
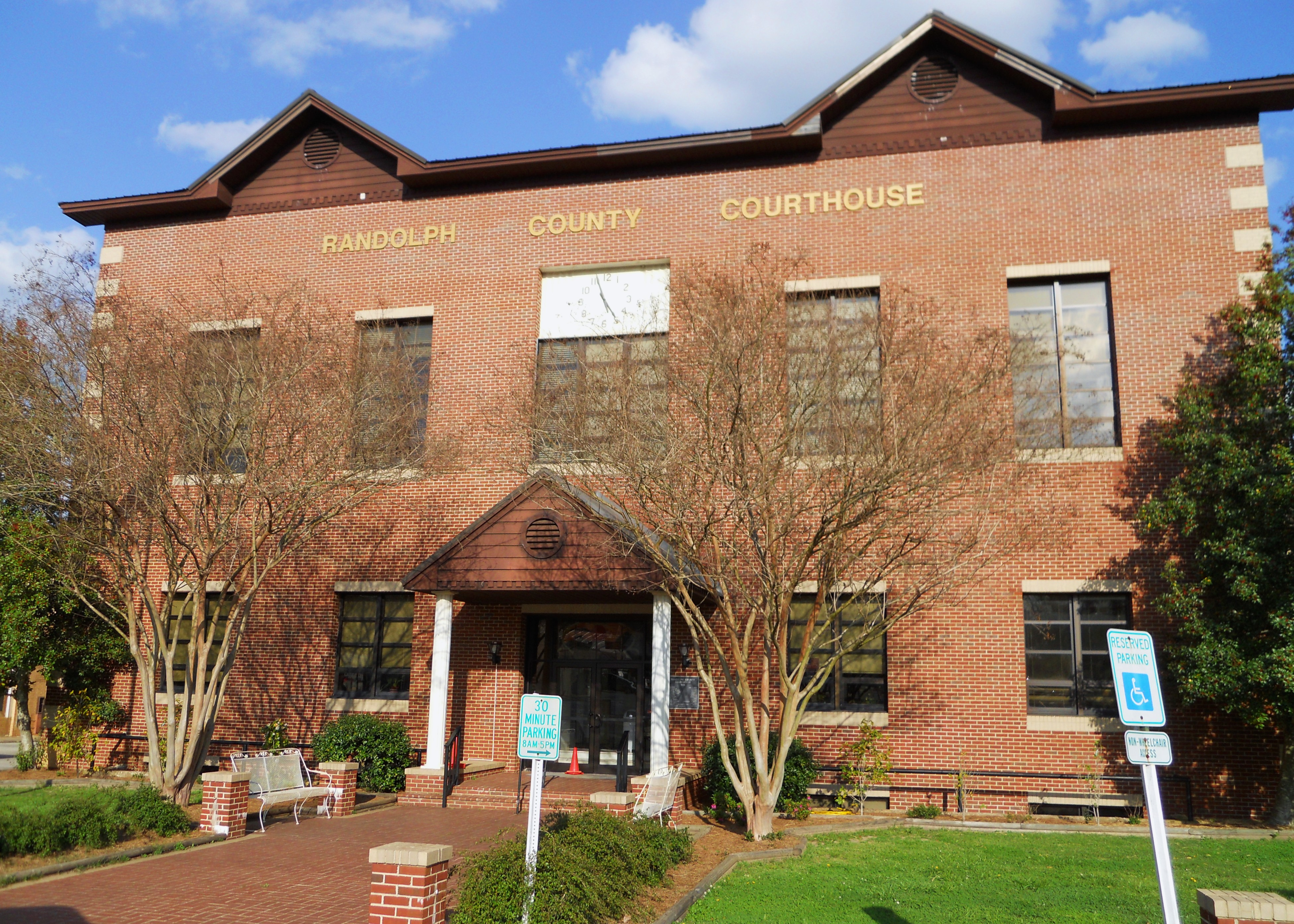
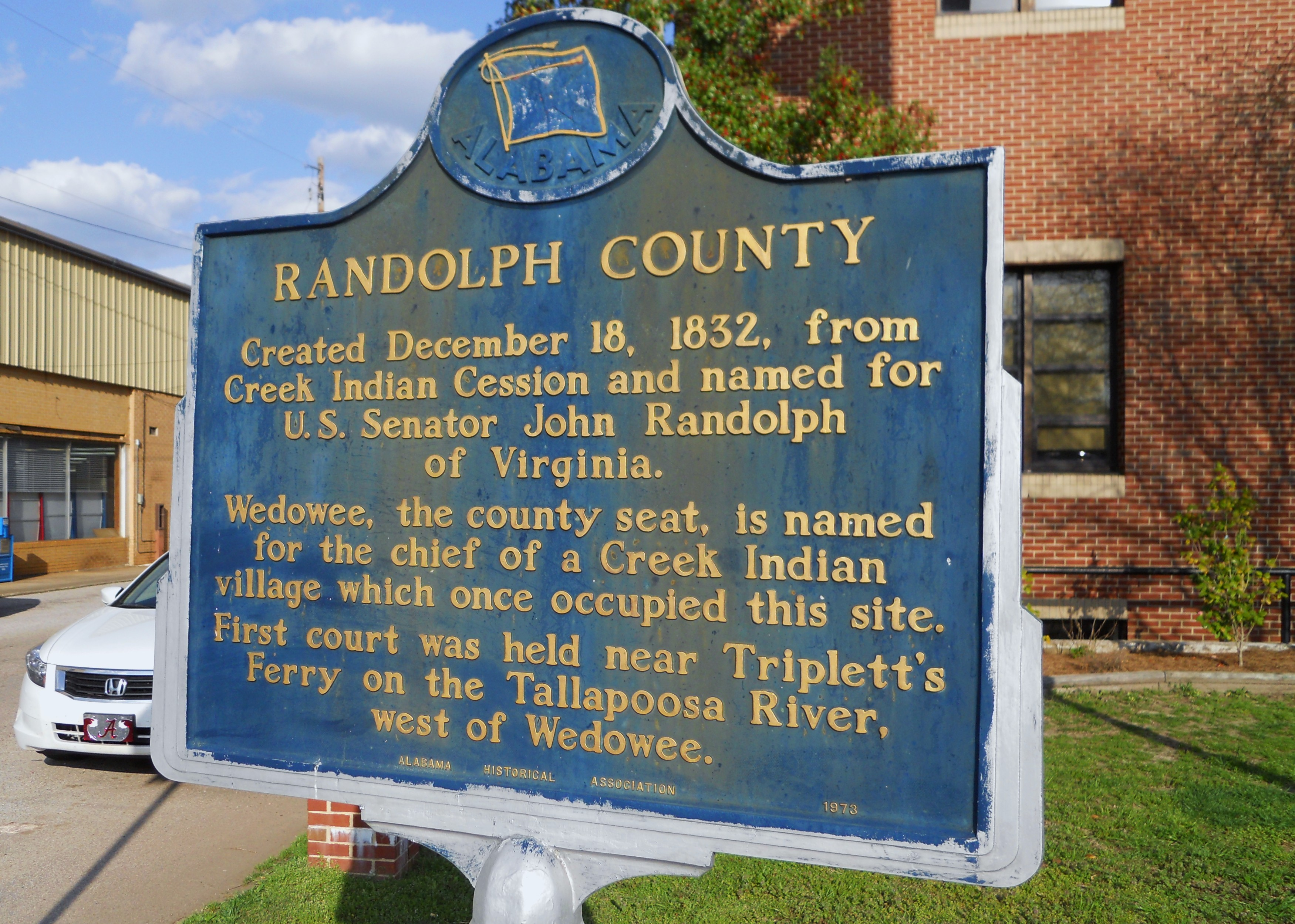

## أعلام
- آلفين رايت
- ديفيد جاكسون ديفيس
- تي جاك لي